# Stictochironomus naevus
Stictochironomus naevus är en tvåvingeart som först beskrevs av Mitchell 1908.  Stictochironomus naevus ingår i släktet Stictochironomus och familjen fjädermyggor. Inga underarter finns listade i Catalogue of Life.